# Фјениле (Кремона)
Фјениле је насеље у Италији у округу Кремона, региону Ломбардија.
Према процени из 2011. у насељу је живело 24 становника. Насеље се налази на надморској висини од 41 м.